# Páramo, Tzitzio
Páramo är en ort i Mexiko.   Den ligger i kommunen Tzitzio och delstaten Michoacán de Ocampo, i den södra delen av landet, 210 km väster om huvudstaden Mexico City. Páramo ligger 1 910 meter över havet och antalet invånare är 118.
Terrängen runt Páramo är lite bergig, och sluttar österut. Runt Páramo är det ganska glesbefolkat, med 22 invånare per kvadratkilometer. Närmaste större samhälle är Morelia, 18,4 km nordväst om Páramo. I omgivningarna runt Páramo växer huvudsakligen savannskog.